# Bazyli Hrynyk
Bazyli Hrynyk (ukr. Василь Гриник, Wasyl Hrynyk, ur. 27 grudnia 1896 w Koszelowie, zm. 31 maja 1977 w Przemyślu) – duchowny greckokatolicki, od 1967 r. do swej śmierci generalny wikariusz prymasa Polski ds. grekokatolików.

## Życiorys
Urodził się w chłopskiej rodzinie w Koszelowie (obecnie rejon żółkiewski na Ukrainie, wówczas zabór austriacki). Ukończył gimnazjum we Lwowie (1915 r.) i został wcielony do armii Austro-Węgier, a pod koniec I wojny światowej – przydzielony do Armii Halickiej.
W 1918 wstąpił do Greckokatolickiego Seminarium Duchownego w Przemyślu. Święcenia kapłańskie otrzymał w 1921 r. z rąk bp. Jozafata Kocyłowskiego.
Po święceniach pełnił szereg funkcji w kurii greckokatolickiej w Przemyślu i miejscowym seminarium. Bliski współpracownik przemyskiego ordynariusza bp. Kocyłowskiego. Członek kapituły greckokatolickiej diecezji przemyskiej i proboszcz parafii katedralnej w Przemyślu. 
Aresztowany w 1945 r. razem z bp. Kocyłowskim i więziony w Rzeszowie. Przekazany sowieckim organom bezpieczeństwa, lecz po kilku dniach zwolniony. Uniknął powtórnego aresztowania w 1946 r. Po akcji „Wisła” łaciński duszpasterz w Wiercinach i Cyganku (1956-1968), na terenie ówczesnego województwa gdańskiego oraz Gdańsku (1957-1968), Marzęcinie (1957-1968), Bobolicach (1958-1963) i Szczecinku (1959-1963). Odprawiał nieformalne nabożeństwa w obrządku wschodnim w Cyganku i innych miejscowościach na Pomorzu. Starał się też informować Watykan o sytuacji grekokatolików w powojennej Polsce. Aresztowany powtórnie w 1954 r. i skazany na 6 lat więzienia. Wolność odzyskał w 1956 r. Od połowy lat pięćdziesiątych główny inicjator odrodzenia duszpasterstwa obrządku wschodniego w PRL. Od 1967 r. do swej śmierci generalny wikariusz prymasa Polski ds. grekokatolików i czołowa postać Ukraińskiej Cerkwi greckokatolickiej. Od 1968 r. mieszkał w Przemyślu, tam też zmarł i został pochowany.
Jego imieniem nazwano ulice w Białym Borze i Pasłęku.